# Bill Everett
William Blake Everett, conosciuto come Bill Everett (Cambridge, 18 maggio 1917 – 27 febbraio 1973), è stato un fumettista statunitense.
È noto per essere il creatore di alcuni supereroi, come Namor, il Sub-Mariner (per la Timely Comics) e Devil (per la Marvel Comics), insieme con Stan Lee.

## Biografia
Pochi anni dopo la sua nascita, la famiglia si trasferì in Arizona. Sotto la guida del padre, Everett cominciò a sviluppare un interesse per i disegni umoristici. Il padre voleva che diventasse un caricaturista, ma sfortunatamente morì prima di vedere realizzato il suo sogno. L'ammirazione di Bill per il lavoro di Milton Caniff lo indusse probabilmente ai primi approcci con il modo dei Fumetti. All'età di 15 anni, trascorse due anni nella marina mercantile e questa sua passione per l'acqua si rifletteva anche nei suoi primi fumetti. Bill sviluppò uno stile unico nel disegnare fumetti, probabilmente proprio per il fatto di avere frequentato solo per breve tempo la scuola d'arte.
Il primo lavoro fu per il Boston Herald Traveler come membro dello staff grafico per le pubblicità commerciali. In seguito divenne redattore d'arte per Radio News Magazine e lavorò per Teck Publications, poi diventata Ziff-Davis (William Bernard Ziff & Bernard G. Davis). Dopo essere stato licenziato per dissensi con il suo principale, fortunatamente incontrò un suo ex-collega, Walter Holze, che convinse Bill ad accettare il suo primo lavoro legato a un volume di fumetti presso la John Harley Publications, che produceva la Centaur line of comics. La Centaur era una compagnia minore che produceva eroi di secondo piano come The Sentinel, Ferret, "TNT" Todd, Vapo-Man, Minimidget e Ritty e molti altri. La società diede a Bill l'opportunità di lavorare su un personaggio d'avventure che molti ancora oggi considerano il suo capolavoro, superiore persino al successivo Principe Namor, il Sub-Mariner. Amazing-Man non fu il primo incarico di Bill alla nuova società. Inizialmente lavorò su un personaggio spaziale conosciuto come Skyrocket Steele. Poco dopo comunque Bill diede vita alla prima edizione di Amazing-Man.
In seguito, insieme a Carl Burgos, Paul Gustavson, Ben Thompson e alcuni altri fondo una nuova azienda di servizi per l'editore di fumetti, la Funnies Incorporated. Il loro primo progetto fu Motion Picture Funnies Weekly, che avrebbe dovuto essere distribuito settimanalmente nei cinema. Tuttavia fu pubblicato un unico fascicolo, anzi la stessa distribuzione di quell'unico numero fu fonte di ampie discussioni nel mercato dei fumetti alcuni anni più tardi. Il primo fascicolo conteneva un'avventura di otto pagine incentrata su Namor, scritta e illustrata da Bill Everett. Le avventure del Principe Namor continuarono poi grazie a Frank Torpey, il direttore delle vendite della Funnies Inc., il quale riuscì a convincere l'editore pulp Martin Goodman a entrare nell'editoria dei fumetti. Goodman chiamò la nuova compagnia Timely Publications e il primo fumetto che pubblicò, Marvel Comics n. 1, fu realizzato interamente dallo staff della Funnies Inc.. Ovviamente al suo interno si trovava anche Sub-Mariner di Everett. 
Morì per un arresto cardiaco.